# Cajueiro (kommun)
Cajueiro är en kommun i Brasilien.   Den ligger i delstaten Alagoas, i den östra delen av landet, 1 500 km nordost om huvudstaden Brasília. Antalet invånare är 20 410.
Omgivningarna runt Cajueiro är en mosaik av jordbruksmark och naturlig växtlighet. Runt Cajueiro är det ganska tätbefolkat, med 129 invånare per kvadratkilometer.